# Anthurium metallicum
Anthurium metallicum là một loài thực vật có hoa trong họ Ráy (Araceae). Loài này được Linden ex Schott miêu tả khoa học đầu tiên năm 1860.